# 新绿飞虱属
新绿飞虱属（学名：Xinchloriona）为稻虱科的一个属。

## 下属物种
本属包括以下物种：
- 海南新绿飞虱 Xinchloriona hainanica Ding, 2006